# Vânzări
Vânzarea este o activitate legată de vânzarea sau cantitatea de bunuri sau servicii vândute într-o anumită perioadă de timp.
Vânzătorul, furnizorul bunurilor sau serviciilor, completează o vânzare ca răspuns la o achiziție, credit, solicitare sau o interacțiune directă cu cumpărătorul la punctul de vânzare. Vânzătorul, nu cumpărătorul, efectuează în general vânzarea care poate fi încheiată înainte de efectuarea plății. În cazul interacțiunii indirecte, o persoană care vinde bunuri sau servicii în numele proprietarului este cunoscută ca vânzător sau agent de vânzări, dar acest lucru se referă adesea la vânzarea de bunuri într-un magazin, caz în care sunt și alți termeni comuni, inclusiv vânzător de casă, asistent de magazin și vânzător cu amănuntul.

### Cum se realizează?
O persoană sau o organizație care își exprimă interesul pentru achiziționarea elementului de valoare este menționată drept potențial cumpărător, potențial client sau perspectivă. Cumpărarea și vânzarea sunt înțelese a fi două fețe ale aceleiași monede sau tranzacții. Atât vânzătorul, cât și cumpărătorul se angajează într-un proces de negociere pentru a realiza schimbul de valori. Procesul de schimb sau de vânzare implică reguli și etape identificabile. Se presupune că procesul de vânzare va continua corect și etic, astfel încât părțile să ajungă aproape la fel de recompensate. Etapele vânzării și cumpărării implică cunoașterea, evaluarea nevoii fiecărei părți pentru valoarea elementului celuilalt și determinarea dacă valorile care trebuie schimbate sunt echivalente sau în termeni cumpărători, „merită prețul”. 
Atunci când încheierea unui contract de vânzare este imposibilă în practică la un anumit moment, părțile pot încheia o promisiune de vânzare prin intermediul căreia se obligă reciproc să vândă și să cumpere un bun la o dată ulterioară. 

### Vânzările și marketingul
Din punct de vedere al managementului, se consideră că procesul de vânzare face parte din marketing, deși abilitățile necesare sunt diferite. Vânzările formează adesea o grupare separată într-o structură corporatistă, angajând persoane specializate cunoscute sub numele de vânzători, agenți de vânzări. Vânzarea este considerată de mulți ca un fel de convingere. Spre deosebire de convingerea populară, abordarea metodologică a vânzării se referă la un proces sistematic de repere repetitive și măsurabile, prin care un vânzător relatează oferta sa de produs sau serviciu care îi permite cumpărătorului să-și atingă obiectivul într-un mod economic. În timp ce procesul de vânzări se referă la un proces sistematic de repere repetitive și măsurabile, definiția vânzării este oarecum ambiguă din cauza naturii apropiate a publicității, promovării, relațiilor publice și marketingului direct.

Un „vânător” este adesea asociat cu personalități agresive care folosesc tehnici de vânzări agresive. În ceea ce privește metodologia vânzărilor, un vânător se referă la o persoană care se concentrează pe încheierea tranzacțiilor. Acest proces se numește „capturarea vânzărilor”. Un exemplu este vânzarea de mărfuri, cum ar fi încălțăminte, mașini, etc. Misiunea lor este să găsească și să convertească cumpărătorii. 
Mulți cred că vânzarea se concentrează pe agenții implicați în schimbul dintre cumpărător și vânzător. De asemenea, vânzările implică agenți de vânzări care posedă un set specific de abilități de vânzări și cunoștințele necesare pentru a facilita schimbul de valori între cumpărători și vânzători.
Ideea că marketingul poate elimina potențialul de vânzări depinde în întregime de context. De exemplu, acest lucru poate fi posibil în unele situații B2C, cu toate acestea, pentru multe tranzacții B2B (de exemplu, cele care implică organizații industriale), acest lucru este în mare măsură imposibil. O altă dimensiune este valoarea bunurilor vândute. Bunurile de larg consum nu necesită vânzători la punctul de vânzare pentru a le face să sară de pe raftul supermarketului în căruciorul clientului. 
Departamentul de vânzări este foarte important în orice firmă, de el depinde, în cea mai mare parte, profitul și viața unei afaceri. De aceea, activitatea specialiștilor în vânzări trebuie manageriată foarte bine. În prezent, există softuri care gestionează automat procesul de vânzare, ușurând munca în firmă și asigurând succesul.